# Jablaniško jezero
Jablaniško jezero (bosansko Jablaničko jezero) je umetno jezero na Neretvi. Razteza se od Konjica do Jablanice ob glavni cesti M17.
Površina jezera je 13 km2 z največjo globino 80 m. Znano je kot počivališče in turistična destinacija. Nastalo je leta 1953 z izgradnjo jezu na Neretvi, 5 km od Jablanice. Višina jezu je 80 m. Njegova največja dolžina je približno 30 km, jezero pa se razteza severno do Konjica. Površina jezera je 1440 ha, prostornina pa približno 290 hm³. Nihanja vodostaja so do 25 m.
Jezero je bogato z različnimi ribami, kot so potočna in soška postrv, kleni, krap, babuška in endemičen pisanec Phoxinellus alepidotus.
S sklepom Elektroprivrede BiH v začetku februarja 2017 je bližnja hidroelektrarna iz jezera izpustila vodo, kar je povzročilo izginotje celotnega ribjega in rastlinskega ekosistema jezera. Vendar Elektroprivreda BiH zanika odgovornost za okoljsko katastrofo.